# Яньес, Бастиан
Бастиан Хеан Яньес Миранда (исп. Bastián Jean Yáñez Miranda; род. 21 июня 2001, Сантьяго) — чилийский футболист, вингер клуба «Унион Эспаньола» и сборной Чили.

## Клубная карьера
Яньес — воспитанник клуба «Унион Эспаньола». 26 августа 2018 года в матче против «О’Хиггинс» он дебютировал в чилийской Примере. 28 июля 2021 года в поединке против «Уачипато» Бастиан забил свой первый гол за «Унион Эспаньола».

## Международная карьера
9 декабря 2021 года в товарищеском матче против сборной Мексики Яньес дебютировал за сборную Чили. 